# Brakteát

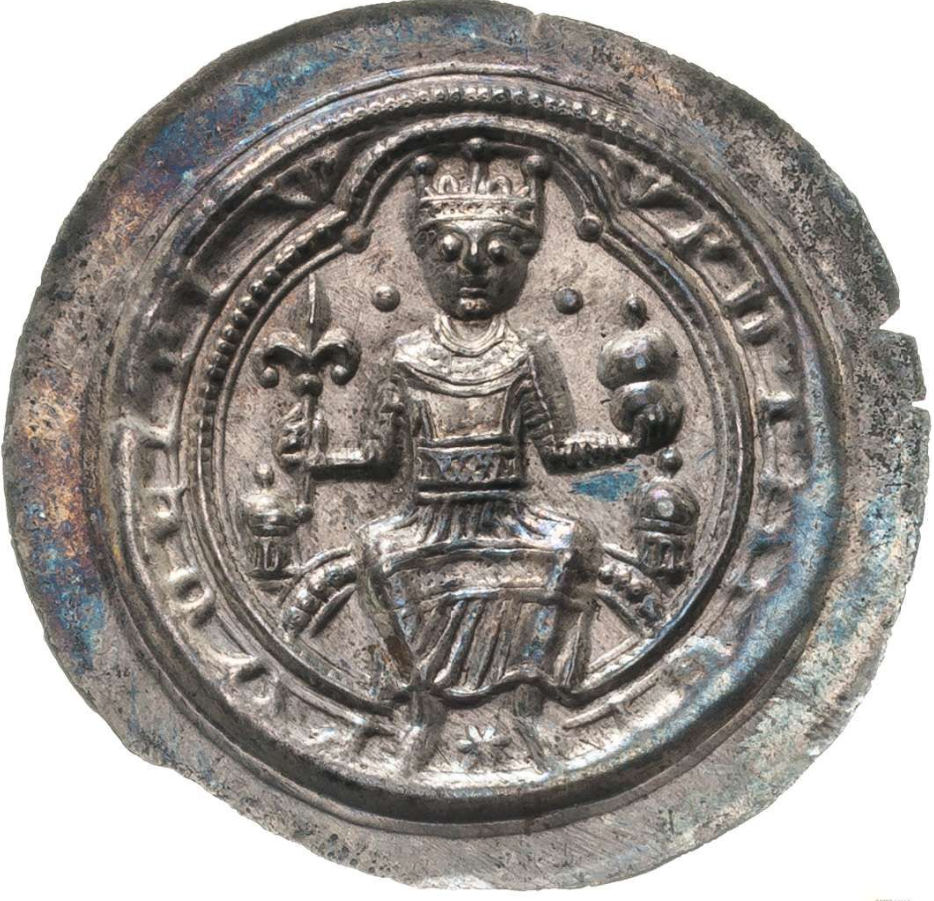
Stříbrný brakteát císaře Fridricha I. Barbarossy z období mezi roky 1181 a 1190

Brakteát (z latinského bractea = plíšek) je kovová jednostranná mince nebo medaile z velmi tenkého střížku. Označení brakteát se pro tento typ mincí začalo používat až v 17. století.

## Historie
Nejstarší nalezené brakteáty pocházejí z 5. a 6. století, z období stěhování národů. Byly to jednoduché mince, ražené pomocí matric po jedné straně. Měly miskovitý nebo knoflíkovitý tvar, vzniklý úderem razidla. Byly zpravidla zdobeny motivy, napodobujícími pozdně antické medailony římských císařů. Do 21. století bylo v evropských zemích nalezeno zhruba 900 brakteátů, z toho přibližně jedna třetina na území Dánska a Švédska. Největší koncentrace nálezů byla zaznamenána na ostrově Gotland a v západním Norsku.

## Brakteáty v Českých zemích
Na českém území byly brakteáty zavedeny začátkem 13. století Přemyslem Otakarem I. a nahradily v té době silně znehodnocené denáry. Předlohou českých brakteátů byly brakteáty pocházející z Míšně. První mince měly průměr okolo 40 mm a hmotnost téměř 1 g. Postupně se průměr mince zmenšoval až na 28 mm. Mince byla v době platnosti stále nazývána denarius a její platnost ukončila měnová reforma Václava II. v roce 1300, kdy začala ražba pražského groše. Brakteáty byly až na výjimky tzv. němé mince - chybí zde jména panovníků jako vydavatelů. I tyto mince nakonec trpěly měněním velikosti i ryzosti, lidmi byly lámány, aby vznikly menší díly a mince se spíše vážily.

## Ražené v Čechách

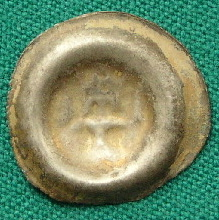
Brakteát Přemysla Otakara II.

České brakteáty razili následující panovníci, v závorce je uvedeno datum ražby:
- Přemysl Otakar I. (asi 1210–1230)
- Václav I. (1230–1253)
- Přemysl Otakar II. (1253–1278)
- Václav II. (1278–1305)

## Ražené na Moravě
Moravské brakteáty razili následující panovníci, v závorce je uvedeno datum ražby:
- Přemysl Otakar II. (1253–1278)
- Václav II. (1278–1305)